# Galaktonolakton dehidrogenaza
Galaktonolakton dehidrogenaza (EC 1.3.2.3, L-galaktono-gama-laktonska dehidrogenaza, L-galaktono-gama-lakton:fericitohrom-c oksidoreduktaza, GLDHaza, GLDazae) je enzim sa sistematskim imenom L-galaktono-1,4-lakton:fericitohrom-c oksidoreduktaza. Ovaj enzim katalizuje sledeću hemijsku reakciju
(1) -galakto-1,4-lakton + 2 fericitohrom c {\displaystyle \rightleftharpoons } -askorbat + 2 ferocitohrom c + 2 +;;
(2) -askorbat + 2 fericitohrom c {\displaystyle \rightleftharpoons } L-dehidroaskorbat +  2 ferocitohrom c + 2 + (spontaneous)
Ovaj enzim katalizuje finalni korak biosinteze L-askorbnske kiseline kod viših biljki i kod skoro svih viših životinja izuzev primata i nekih ptica. Enzim je veoma specifičana za svoj supstrat L-galaktono-1,4-lakton, dok D-galaktono-gama-lakton, -gulono-gama-lakton, -gulono-gama-lakton, D-eritronski-gama-lakton, D-ksilonski-gama-lakton, L-manono-gama-lakton, D-galaktonat, D-glukuronat i D-glukonat nisu supstrati.

## Literatura
- Nicholas C. Price; Lewis Stevens (1999). Fundamentals of Enzymology: The Cell and Molecular Biology of Catalytic Proteins (Third изд.). USA: Oxford University Press. ISBN 019850229X.
- Eric J. Toone (2006). Advances in Enzymology and Related Areas of Molecular Biology, Protein Evolution (Volume 75 изд.). Wiley-Interscience. ISBN 0471205036.
- Branden C; Tooze J. Introduction to Protein Structure. New York, NY: Garland Publishing. ISBN 0-8153-2305-0.
- Irwin H. Segel. Enzyme Kinetics: Behavior and Analysis of Rapid Equilibrium and Steady-State Enzyme Systems (Book 44 изд.). Wiley Classics Library. ISBN 0471303097.
- William P. Jencks (1987). Catalysis in Chemistry and Enzymology. Dover Publications. ISBN 0486654605.

## Spoljašnje veze
- L-galactonolactone+dehydrogenase на 